# Rishworth
Rishworth – wieś w Anglii, w hrabstwie ceremonialnym West Yorkshire, w dystrykcie metropolitalnym Calderdale. Leży 31 km na południowy zachód od miasta Leeds i 270 km na północny zachód od Londynu.